# 網紋矛麗魚
網紋矛麗魚，為輻鰭魚綱鱸形目隆頭魚亞目慈鯛科的其中一種，分布於南美洲亞馬遜河及埃塞奎博河流域，體長可達21.6公分，棲息河川中底層水域，生活習性不明。

## 擴展閱讀
維基物種上的相關：網紋矛麗魚